# Carbone gazeux
 (février 2022).
Le carbone gazeux est un carbone obtenu lors de la distillation destructive du charbon ou lorsque des produits pétroliers sont chauffés à haute température dans un récipient fermé. Il se présente sous la forme d'un solide compact, amorphe et gris et se dépose sur les parois.

## Utilisation
Le carbone gazeux est un bon conducteur de chaleur et d'électricité, semblable au graphite.
Il est utilisé pour les plaques de batterie, les lampes à arc et le gaz de houille.